# Méconium
 (novembre 2015).
Le méconium est un excrément accumulé dans les intestins du fœtus des mammifères (dont l'humain) durant sa gestation et constitue les premières selles du nouveau-né, pendant les premiers jours qui suivent la naissance. 
Chez les insectes holométaboles, le méconium est un fluide fécal accumulé lors de la métamorphose, que l'adulte vide après l’émergence de sa nymphe.
Le terme « méconium » vient du grec ancien mêkônion, qui signifie suc de pavot et qui désignera aussi tout extrait sec de cette plante contenant le « fiel », la substance amère considérée pour sa toxicité ou son goût écœurant.

## Le méconium chez l'humain

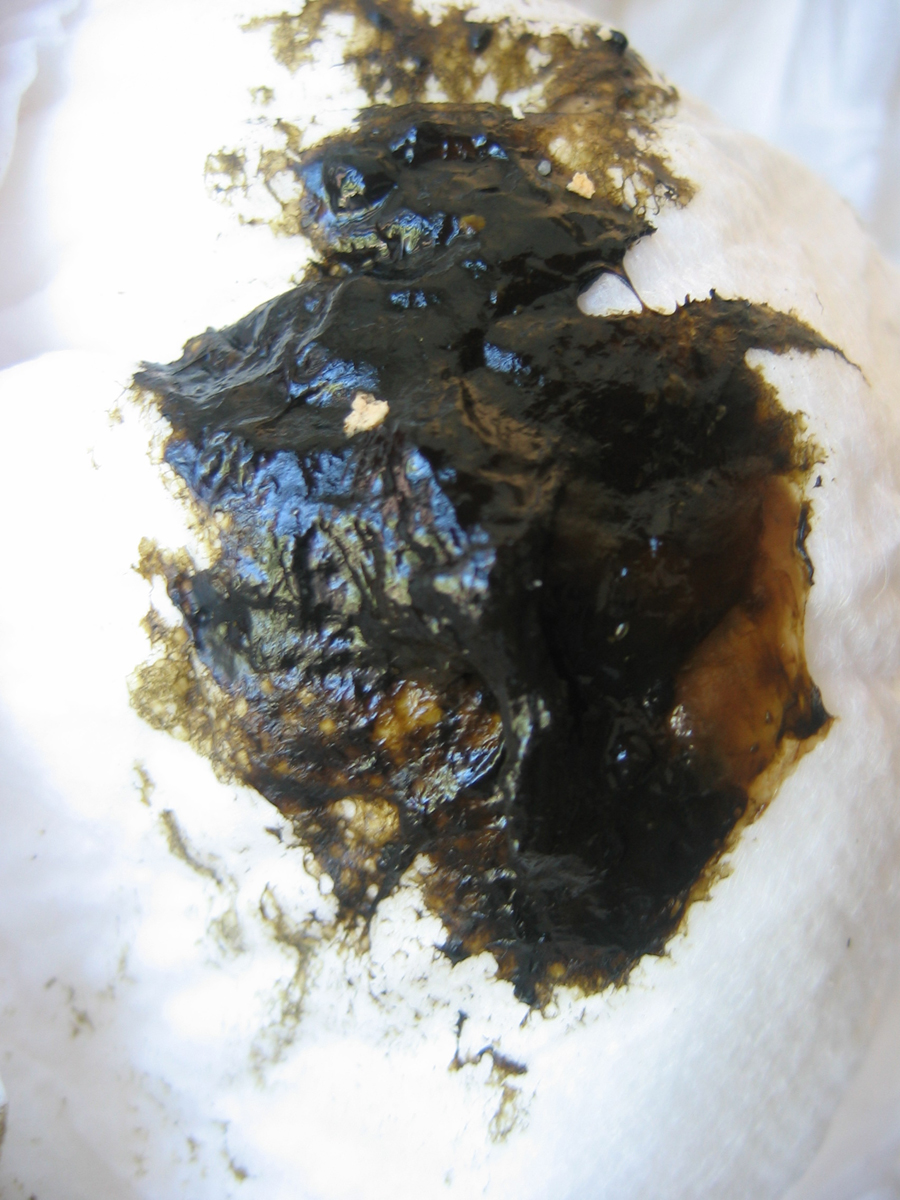
Méconium brun d'un nouveau-né humain

### Aspect général
Le méconium est collant, visqueux, verdâtre ou brunâtre ou même noirâtre, et souvent inodore. Il est expulsé par le nouveau-né généralement de façon abondante. Il résulte de l'ingurgitation de liquide amniotique pendant la grossesse.

### Survenue
Il est physiologiquement expulsé dans les vingt-quatre premières heures après la naissance, très souvent au moment de la naissance de façon réflexe. Cette expulsion survient plus souvent en cas d'accouchement par voie basse en présentation du siège, car il y a compression de l’abdomen fœtal.

### Pathologie
Les expulsions de méconium peuvent former à la naissance un bouchon dit « méconial » éventuellement responsable de phénomènes précoces de constipation chez le nouveau-né. De manière générale, elles sont un bon reflet de l'intégrité anatomique du tractus digestif. Du méconium peut aussi être accidentellement inhalé par le nouveau-né au moment de l'accouchement, ou être en contact avec le cordon ombilical au moment où on le coupe.
L’inhalation in utero de méconium par le fœtus est associée à une détresse fœtale (hypoxie fœtale). L’aspiration obstétrique de méconium dans le pharynx peut être pratiquée avant la première respiration au moyen d’un cathéter. Elle ne semble pas selon certains auteurs diminuer le nombre de cas (incidence) de syndrome d'inhalation méconiale, mais selon d’autres elle a « significativement réduit l'incidence et la sévérité du syndrome d'aspiration méconiale » (SAM ou MAS pour l'anglais : meconium aspiration syndrome), sans séquelles néfastes quand la procédure est réalisée avant l'apparition de la respiration. Une aspiration de la trachée sous vision directe est pratiquée après la délivrance (rarement nécessaire) si du méconium est visualisé au niveau des cordes vocales. Un lavage trachéobronchique avec une solution saline peut ajouter à la morbidité respiratoire. Aucun décès ou cas grave de MAS n'a eu lieu depuis l'institution de la procédure d'aspiration obstétrique.
En anténatal (avant la naissance), le méconium peut colorer le liquide amniotique : on parle alors de liquide teinté plus ou moins fluide selon la concentration en méconium, voire de liquide méconial si la concentration est très élevée. Il constitue alors des taches sombres visibles en échographie, ce qui constitue un signe d'une possible souffrance fœtale.
La littérature médicale a rapporté quelques dizaines de cas d’épanchement méconial péritesticulaire chez des nourrissons âgés de quelques jours à quelques mois, avec des lésions de type tuméfaction inguinoscrotale, éventuellement associée à une douleur ou inflammation. La perforation digestive anténatale peut avoir cicatrisé et être asymptomatique. Elle induit des calcifications péritonéales résiduelles. Ces dernières peuvent orienter le diagnostic (et limiter le risque d’orchidectomie abusive ainsi que le stress dû à une exploration chirurgicale). Cinquante pour cent (50 %) des manifestations scrotales étaient isolées, compliquant le diagnostic préopératoire.

### Intérêt en matière de santé environnementale et d'épidémiologie ou d'écoépidémiologie
Le méconium animal ou de l'être humain peut aussi être utilisé comme matrice et marqueur biologique, en fournissant des informations sur la santé du nouveau-né mais aussi sur la prévalence de l'exposition in utero des embryons et fœtus à certains contaminants et polluants non retenus par la barrière placentaire,. Le méconium peut en effet notamment contenir des traces de polluants métalliques (métaux lourds, métalloïdes), ou de polluants organiques (dont pesticides pour la première fois recherchés dans le méconium en France par l'étude de cohorte « Méco-expo » (2014)) ingérés par l'embryon via le liquide amniotique. Le méconium peut aussi contenir des marqueurs prouvant une exposition à l'alcool.
Une première étude (Enrique M. Ostrea Jr. et al., 2002) prospective de cohorte a porté sur l'évaluation de l'exposition in utero pour 6 polluants contaminants (plomb (Pb), cadmium (Cd), mercure (Hg), arsenic (As) et organochlorés et organophosphorés) recherchés dans le méconium de 426 nourrissons recrutés au hasard dans les nurseries de cinq hôpitaux de Manille (Philippines). La concentration médiane des polluants dans les échantillons positifs étaient respectivement pour le plomb (26,5 % ; 35,77 pg/ml), pour le cadmium (8,5 % ; 13,37 pg/ml), pour mercure (83,9 % ; 3,17 ng/ml), pour le chlordane (12,7 % ; 22,48 pg/ml), pour le chlorpyrifos (11,0 % ; 8,26 pg/ml), pour le diazinon (34,3 % ; 12,96 pg/ml), pour le DDT (26,5 % ; 12,56 pg/ml) , pour le lindane (73,5 % ; 2,0 pg/ml), pour le malathion (53,0 % ; 6,80 pg/ml), pour le parathion (32,0 % ; 2,30 pg/ml) et le pour le pentachlorophénol (16,1 % ; 90,00 pg/ml). Plusieurs facteurs maternels et néonataux ont été significativement associés à la présence de toxiques d'origine environnementale dans le méconium : le nombre de grossesses (abouties ou non), l'état primipare, le fait d'avoir eu des jumeaux ou une grossesse multiple, une contamination du placenta par du méconium (fluide teinté), mais aussi le tabagisme, l'âge gestationnel, un faible poids à la naissance et même le sexe du nourrisson semblent influer sur le taux de contaminants du méconium. Les auteurs ont conclu que l'analyse du méconium est un nouvel outil, sensible, pour détecter l'exposition du fœtus à des toxines environnementales. Son utilisation clinique nécessite des études plus approfondies.
À partir d'analyse de méconium de 638 enfants (plus efficacement qu'à partir des analyses du sang du cordon ou des cheveux du nourrisson), on a pu montrer aux États-Unis (2008) que les embryons étaient significativement exposés aux pesticides domestiques via leur mère, et en particulier aux carbamates du Propoxur (Baygon).
Diverses études ont porté sur le plomb et le mercure. Dans un pays « avancé » comme l'Autriche (2010), les taux médians de plomb (Pb) et de mercure (Hg) total étaient faibles chez le nouveau-né (pour une plombémie maternelle de 25 µg/L, on trouvait 13 µg/L de plomb dans le sang du cordon. Mais pour 0,7 µg/L de mercure dans le sang maternel, on trouvait 1,1 µg/L dans le sang du cordon). Les taux de mercure des tissus maternels et fœtaux étaient fréquemment corrélés. Pour le plomb, la plombémie maternelle était seulement corrélée au plomb du cordon. Le taux de mercure (Hg) dans les cheveux de la mère était significativement corrélé à la taille à la naissance. Cette étude (qui s'est aussi intéressée au méconium), a montré que différents modes de transfert transplacentaire (encore mal compris) peuvent exister pour le plomb et le mercure et que de faibles niveaux d'exposition au plomb ou mercure peuvent entraîner un faible poids à la naissance.
Une étude chinoise publiée en 2008 a par exemple mesuré le taux de plomb d'échantillons de méconium provenant de 144 nouveau-nés : dans ce cas, le méconium des 93 échantillons mesurés au moyen d'une nouvelle méthode contenait en moyenne 1,934 microgrammes/gramme. Cette donnée peut compléter les analyses faites habituellement plutôt dans le cordon ombilical.

## Le méconium chez les insectes

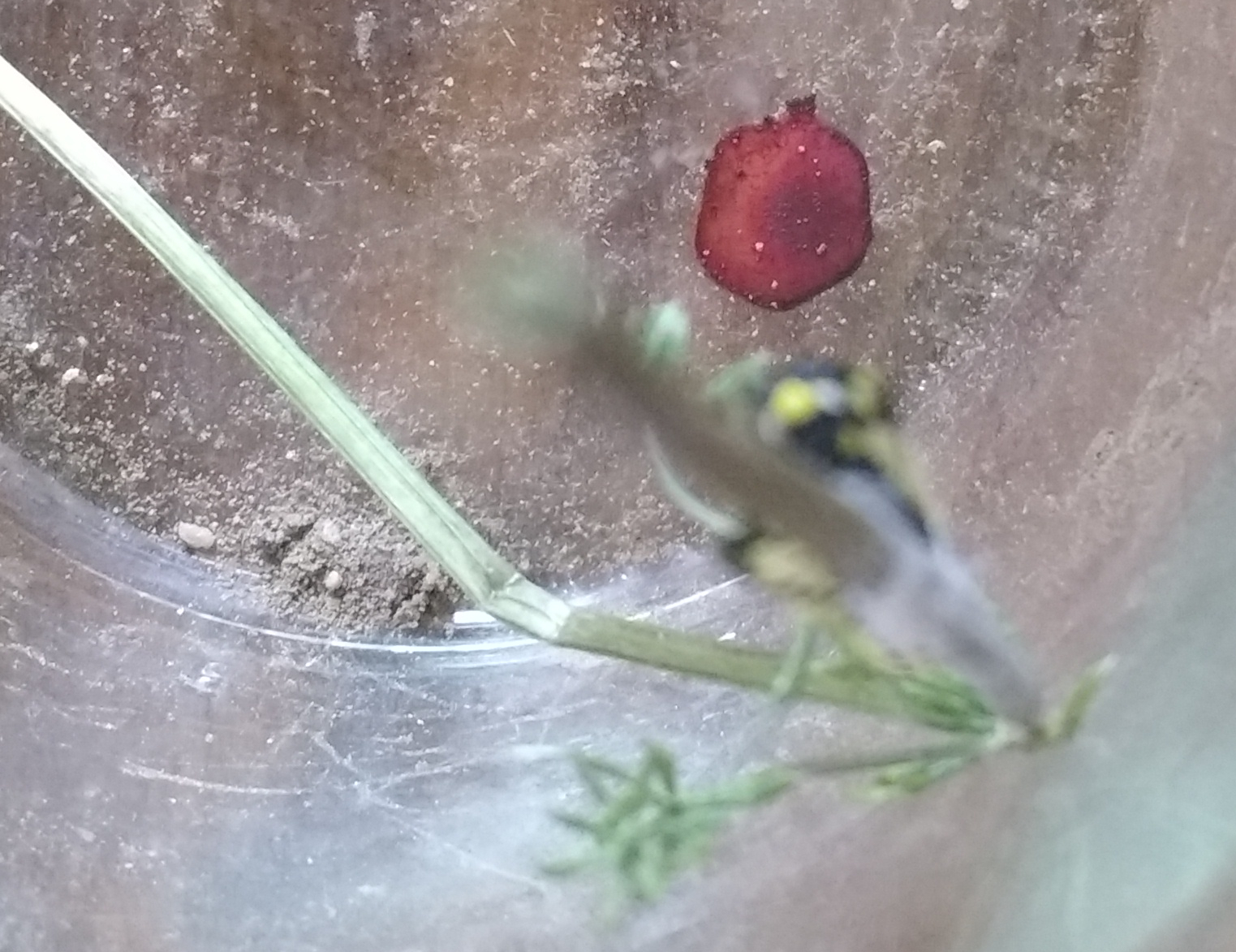
Méconium rouge qu'un papillon Gazé (Aporia crataegi) a rejeté après avoir émergé de sa chrysalide.

Le méconium contenu dans les insectes est constitué d'une masse de matière liquide ou solide, de couleur brune, jaune ou rouge, qui s'accumule dans le tube digestif au cours de leur métamorphose et constitue la première matière défécée lors de leur émergence. Cette structure a été observée chez certains Coléoptères, Diptères et Lépidoptères. Parfois, l'adulte fraîchement émergé conserve le méconium dans son rectum jusqu'à ce que la sclérotinisation soit complète, contribuant ainsi à une augmentation de la taille de son corps.
En plus de présenter un intérêt général pour les biologistes du développement, le méconium peut jouer un rôle important de réservoir d’agents pathogènes pour les insectes et les plantes pendant la période nymphale et peut ainsi réduire de façon considérable leur infection. 

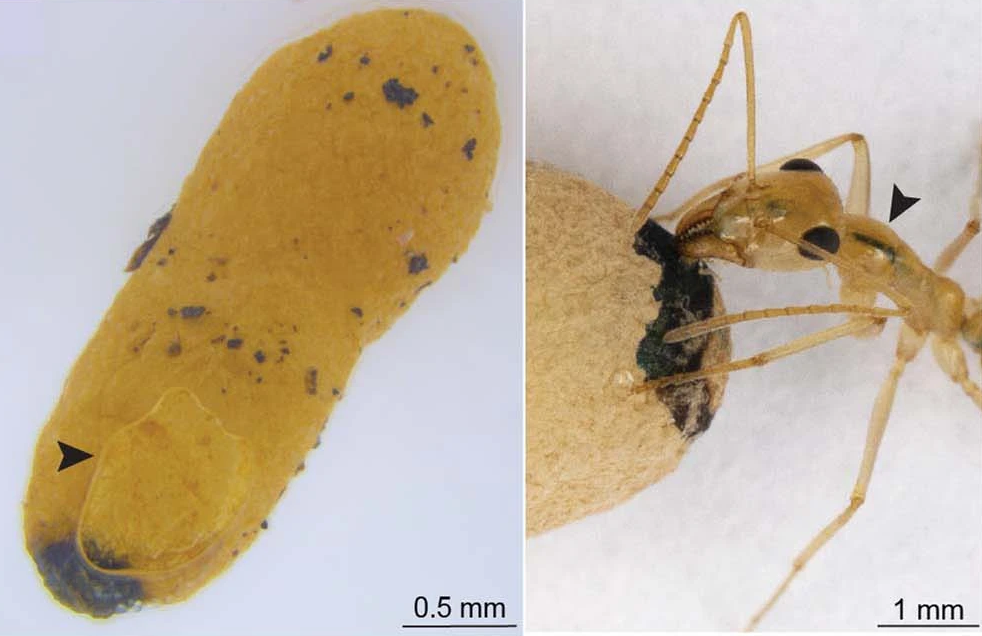
Cocon contenant une nymphe et ouvrière consommant le méconium.

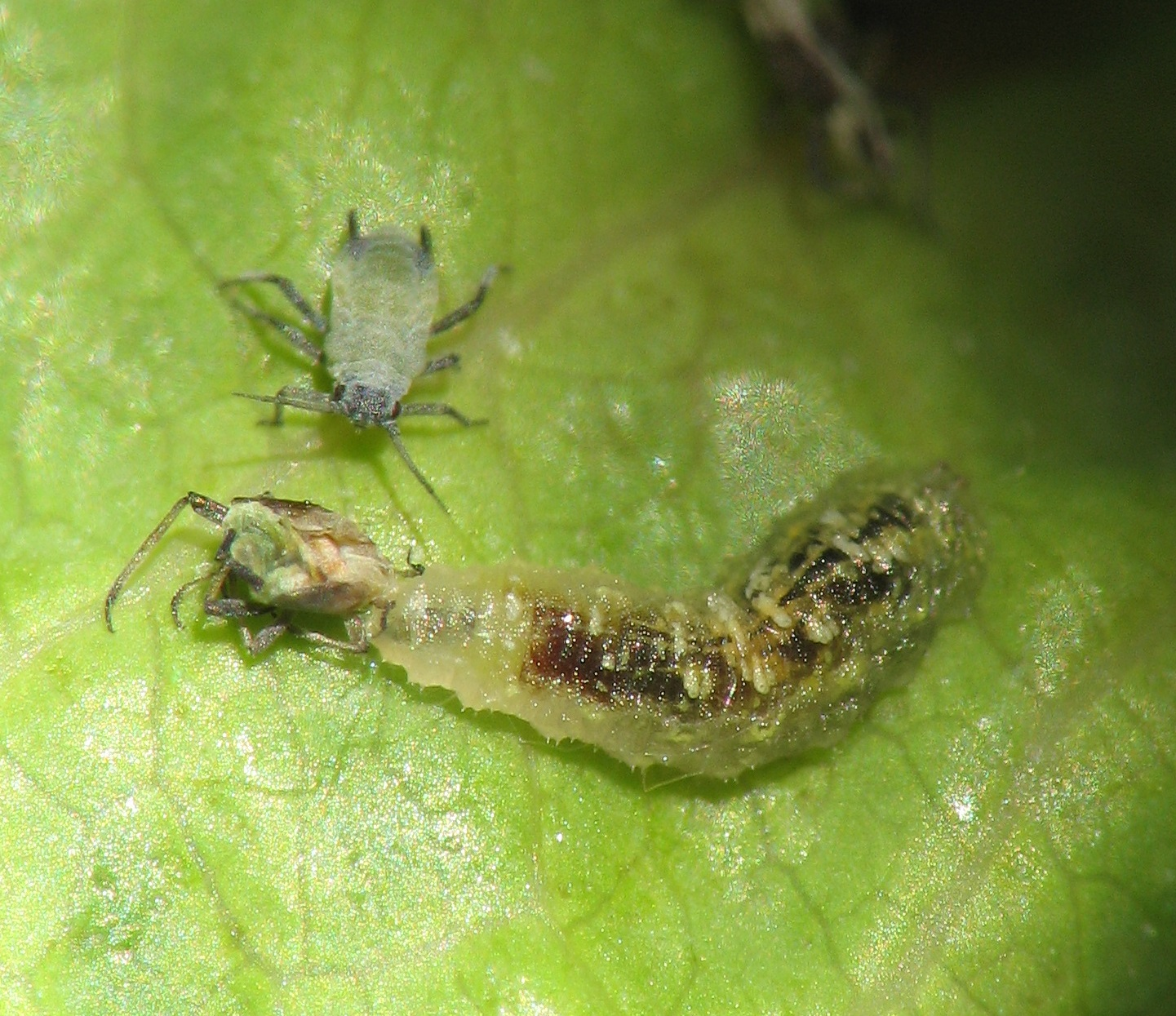
Larve aphidihage de syrphe se nourrissant de pucerons. La cuticule très fine de son abdomen laisse deviner par transparence le tube digestif et le méconium qui sera secrété sous forme d'une défécation noire et brillante sur une feuille.

L'abondance d'émergence de Lépidoptères éjectant des 
gouttes de méconium rouge et visqueux est une des hypothèses expliquant la légende des pluies de sang,.
Les nymphes de fourmis extrudent du méconium dérivé du fluide de mue qui est riche en nutriments, hormones et substances neuroactives. Cette sécrétion suscite un comportement  de soins parentaux et est rapidement éliminée et consommée par les adultes. Ce comportement est crucial pour la survie des nymphes ; si la sécrétion n'est pas éliminée, elles développent des infections fongiques et meurent. Le méconium implique un rôle majeur dans l'évolution de l'eusocialité des fourmis. 